# ليلي ستار
ليلي ستار (بالإنجليزية: Lila Star)‏ هي عارضة ومغنية مؤلفة وممثلة أمريكية، (و. القرن 20  م).

## وصلات خارجية
- ليلي ستار على موقع IMDb (الإنجليزية)